# アーディ・ピニシェッティ
アーディ・ピニシェッティ（Aadhi Pinisetty、1982年12月14日 - ）は、インドの俳優。テルグ語映画、タミル語映画で活動しており、これまでにナンディ賞、南インド国際映画賞を受賞している。

## 生い立ち
テルグ語話者の家庭に生まれ、チェンナイのドンボスコ高等学校で教育を受けた。父のラヴィ・ラージャー・ピニシェッティは映画監督として活動し、50本以上のテルグ語映画を監督した。

## キャリア
2006年にテージャの『Oka V Chitram』で俳優デビューした。2007年に『Mirugam』でタミル語映画デビューし、2009年には超自然的フィクションの『Eeram』に出演した。2010年に『Ayyanar』、2011年に『Aadu Puli』に出演した。両作の興行収入は平均的な結果だったが、出演をきっかけに映画界におけるピニシェッティの商業的価値は高まった。その後は『Aravaan』『Gundello Godari』『Vallinam』『Kochadaiiyaan』『Yagavarayinum Naa Kaakka』に出演し、2016年に出演した『Sarrainodu』では「アーディの存在によって、この映画の価値が高まった」と批評されるなど、演技を絶賛された。2017年に出演した『Maragadha Naanayam』は興行的な成功を収め、『Ninnu Kori』ではナーニと共演し、演技を絶賛された。2018年には『Agnyaathavaasi』『ランガスタラム』『Neevevaro』『U Turn』に出演している。

## 私生活
2022年3月に『Yagavarayinum Naa Kaakka』『Maragadha Naanayam』で共演したニッキー・ガルラーニとの婚約を発表し、5月18日に家族や友人を招いたプライベート結婚式を挙げた。

## フィルモグラフィー

### 映画
- Oka V Chitram（2006年）
- Mirugam（2007年）
- Eeram（2009年）
- Ayyanar（2010年）
- Aadu Puli（2011年）
- Aravaan（2012年）
- Gundello Godari（2013年）
- Vallinam（2014年）
- Kochadaiiyaan（2014年）
- Yagavarayinum Naa Kaakka（2015年）
- Sarrainodu（2016年）
- Maragadha Naanayam（2017年）
- Ninnu Kori（2017年）
- Agnyaathavaasi（2018年）
- ランガスタラム（2018年）
- Neevevaro（2018年）
- U Turn（2018年）
- Good Luck Sakhi（2022年）
- Clap（2022年）
- The Warriorr（2022年）

### テレビ
- Modern Love Hyderabad（2022年）

## ディスコグラフィー
- Sokkana Ponna（2015年、『Yagavarayinum Naa Kaakka』挿入歌）
- Chalaki Pilla（2015年、『Malupu』挿入歌）

## 受賞歴
| 年                                | 部門                              | 作品名                            | 結果                              | 出典                              |
| フィルムフェア賞 南インド映画部門 | フィルムフェア賞 南インド映画部門 | フィルムフェア賞 南インド映画部門 | フィルムフェア賞 南インド映画部門 | フィルムフェア賞 南インド映画部門 |
| --------------------------------- | --------------------------------- | --------------------------------- | --------------------------------- | --------------------------------- |
| 2018年                            | テルグ語映画部門助演男優賞        | Ninnu Kori                        | ノミネート                        | [ 13 ]                            |
| 2019年                            | テルグ語映画部門助演男優賞        | ランガスタラム                    | ノミネート                        | [ 14 ]                            |
| 南インド国際映画賞                |                                   |                                   |                                   |                                   |
| 2018年                            | テルグ語映画部門助演男優賞        | Ninnu Kori                        | 受賞                              | [ 15 ]                            |
| 2019年                            | テルグ語映画部門助演男優賞        | ランガスタラム                    | ノミネート                        | [ 16 ]                            |
| ナンディ賞                        |                                   |                                   |                                   |                                   |
| 2016年                            | 悪役賞                            | Sarrainodu                        | 受賞                              | [ 17 ]                            |